# Nomia mirabilis
Nomia mirabilis là một loài Hymenoptera trong họ Halictidae. Loài này được Friese mô tả khoa học năm 1910.